# Francisco Alonso López
Francisco Alonso López (Granada, el 9 de maig de 1887 - Madrid, el 18 de maig de 1948) va ser un músic i compositor de sarsueles espanyol.
Ensems que el batxillerat, estudià la música amb el mestre de capella de la Catedral granadina, Celestino Vila, i amb Antonio Segura, i als divuit anys aconseguí per oposició la plaça de músic major de la banda d'obrers polvoristes del Fargue, dependent del Cos d'Artilleria, alhora que dirigia la Filharmònica Granadina, fundada per ell, en la seva ciutat natal, amb la qual estrenà diverses composicions instrumentals i una sarsuela. El dia 17 de març de 1910 es traslladà a Madrid, on estrenà, després de vèncer molts obstacles, diverses sarsueles i on aconseguí per fi la desitjada popularitat amb la titulada Música, luz y alegria.
A partir de llavors la carrera d'Alonso fou verdaderament triomfal i les seves obres es representaren amb èxit no tan sols a Espanya i en l'Amèrica llatina, sinó també en teatres europeus. El 1925, amb motiu de l'estrena de La calesera, fou objecte d'un clamorós homenatge, al qual s'associaren els més eminents músics, literats, pintors, escultors i artistes teatrals.
Tenia una fàcil i abundant vena melòdica, dominà els recursos tècnics i la claredat d'estil, juntament amb un encertat instint teatral i un rar poder d'assimilació de la música popular. Les seves obres, sense grans complicacions, però sempre escrites correctament, arribaren aviat al públic. Fou president de l'Associació Espanyola de Compositors de Música i tresorer de la Societat d'Autors.
L'any 1947 va ser escollit president de l'SGAE, després d'haver servit aquesta associació tenint altres càrrecs.
Al final de la seva vida, malgrat patir una intervenció quirúrgica per a corregir-li un despreniment de retina que l'obligava a reposar, dona a conèixer en plena convalescència 24 hores mentint, una comèdia lírica escrita per Francisco Ramos de Castro.
Finalment el 18 de maig de 1948, Francisco Alonso mor al seu domicili de Madrid.

## Sarsueles
- La primera gràcia, 1904
- La niña de los cantares, 1905.
- La primera besada d'amor, 1905
- Música, luz i alegría, 1916.
- La linda tapada, estrenada al Teatro Cómico de Madrid, el 19 d'abril de 1924.
- La bejarana, estrenada al Teatro Apolo (Madrid), 1924.
- La calesera, estrenada al Teatro de la Zarzuela de Madrid, el 12 de desembre de 1925.
- La Parranda, estrenada al Teatro Calderón (Madrid), el 18 d'abril de 1928.
- La Picarona, estrenada al Teatro Eslava de Madrid, el 6 de febrer de 1930.
- Las Leandras, estrenada al Teatro Pavón de Madrid, el 12 de novembre de 1931, que estrenà Celia Gámez.
- La Gruta de los Suspiros, 1934. En col·laboració amb el mestre  Enrique Estela.
- Me llaman la presumida, 1935.
- Rosa, la pantalonera, 1938.
- La zapaterita, estrenada al Teatro Calderón de Madrid, el 12 d'abril de 1941.
- Las corsarias.
- Doña Mariquita de mi corazón, 1942.
- Tres días para quererte, 1945.
- Róbame esta noche, 1947. En col·laboració de Daniel Montorio.
- Luces de Madrid, 1947.